# Attilio Zuccagni
Attilio Zuccagni ( 10 de enero de 1754, Florencia - 21 de octubre de 1807, ibíd.) fue un médico, un naturalista y un botánico italiano,
Describió 159 nuevas especies vegetales.

## Biografía
Estudió medicina en la Universidad de Pisa. Fue médico del Gran Duque de Toscana. Hizo un viaje a España y Portugal para explorar la flora local. En 1775 fue convocado a Florencia para determinar la colección de plantas de Leopoldo II del Sacro Imperio Romano Germánico. Posteriormente , fue nombrado director del Jardín Botánico de Florencia. De 1785 a 1795 fue asistente de Giuseppe Ruddy.
En 1806 se convirtió en profesor de zoología y mineralogía, en el Museo de Historia Natural.
El herbario conserva en el Museo de Historia Natural, pero en 1842 Filippo Parlatore, al encontrarlo casi destruido por los insectos, tiró los restos del herbario.

## Algunas publicaciones
- 1806. „Centuria prima observationum botanicarum quas in horto regio florentino

## Honores

### Epónimos
Géneros
- (Fabaceae) Zuccagnia Cav.[1]

- (Liliaceae) Zuccangnia Thunb.[2]
- La abreviatura «Zuccagni» se emplea para indicar a Attilio Zuccagni como autoridad en la descripción y clasificación científica de los vegetales.[3]

## Fuente
- Cesare Conci & Roberto Poggi. 1996. Iconografía de Entomólogos Italianos, con datos esenciales biográficos. Memorie della Società entomológica Italiana, 75 : 159-382.